# انیاس
آئنیاس (درگذشته حدود ۵۱۸) فیلسوف نوافلاطونی اهل امپراتوری بیزانس، و گرویده به مسیحیت بود که در اواخر قرن پنجم شکوفا شد. او را بخشی از مکتب بلاغی غزه می‌دانند که در قرن پنجم و ششم در فلسطین بیزانسی شکوفا شد.